# BBC Radio
La BBC Radio è la divisione radiofonica della British Broadcasting Corporation. Il servizio diffonde radio nazionali, coprendo tutti i generi musicali, e radio locali per notizie territoriali.

## Storia
Nasce a Londra il 14 novembre 1922, lo stesso anno in cui è nata la BBC, grazie all'unione di aziende tecniche e radiofoniche come la General Electric. Durante la Seconda guerra mondiale, BBC Radio radiotrasmetteva messaggi rassicuranti alla nazione. Sir Winston Churchill, infatti, fu invitato molte volte, a parlare alla popolazione incitandola a resistere ai bombardamenti tedeschi. Il tipico suono, che ancora oggi fa da sigla, è il "Don... Don" del Big Ben, il famoso campanile di Londra.
Dagli anni '60 la concorrenza delle radio commerciali sottraeva ascoltatori alla BBC, che al contrario delle radio pirata (Radio Caroline, Radio London ecc...) trasmetteva settimanalmente solo poche ore di musica pop sulle sue frequenze. A seguito del Marine Offences Act del 1967, quasi tutte le radio pirata furono costrette a chiudere e la BBC assunse i migliori dj a quel punto disponibili per rilanciare i programmi di Radio 1.
Dal 2002, dopo anni di sperimentazioni del servizio DAB, sono attivi canali solo digitali come Radio1 Xtra, Radio1 Dance, Radio 6.

## Stazioni
- BBC Radio 1 – musica moderna, talk, comicità e musica alternativa; trasmette anche notizie, performance musicali dal vivo e concerti. Slogan: We are the 1.
  - BBC Radio 1 Dance – musica dance e repliche dei programmi di Radio 1. Slogan: The 1 for Dance.
  - BBC Radio 1 Relax – musica rilassante e per la meditazione, con repliche dei programmi di Radio 1. Slogan: The 1 for Chill.
  - BBC Radio 1Xtra – musica afroamericana e urban, con notizie e musica dal vivo. Trasmette Radio 1 in simulcast dall'1 alle 3 nei giorni feriali e dalle 19 all'1 il sabato. Slogan: Amplifying Black Music and Culture.

- BBC Radio 2 – musica adult-contemporary, con momenti parlati, comici e musica alternativa; anche notizie, musica dal vivo e concerti. Slogan: The World's biggest stars on the UK's most listened to radio station.

- BBC Radio 3 – arte e cultura, musica tematica (classica, jazz, world music), con notizie e musica dal vivo. Slogan: Classical, Jazz, World Music, Drama, Documentaries, Features… and light in the Darkness.
- BBC Radio 4 – notizie, attualità, arte, storia, sceneggiati radio, scienze, libri e programmi religiosi. Trasmette in simulcast BBC World Service tutti i giorni dall'1 alle 5.20. Slogan: Your Audio Friend – Documentaries, News, Comedy and Drama.
  - BBC Radio 4 Extra – commedie, sceneggiati, libri, fantasy e programmi per bambini. In origine si chiamava BBC Radio 7. Slogan: Comedy, Drama and more from BBC Radio 4.
- BBC Radio 5 Live – notizie, sport, talk show. Trasmette in simulcast le radio locali durante la notte. Lanciata nel 1994 per sostituire Radio 5. Slogan: The voice of the UK.
  - BBC Radio 5 Sports Extra – un canale gemello di Radio 5 Live per la copertura di più eventi sportivi. Slogan: More live sport. Pure live sport.
- BBC Radio 6 Music – un mix di generi alternativi come rock, funk, punk e reggae; con notizie, concerti e musica dal vivo. Slogan: The best music beyond the mainstream.

- BBC Asian Network – trasmette per la comunità asiatica del Regno Unito. Slogan: Celebrating British Asian life, culture and music.

### BBC World Service
Trasmette in 27 lingue ed è la più grande stazione internazionale. Si può ascoltare in tutto il mondo in FM, DAB, via internet e tramite satellite.

### Radio Locali e Regionali
Sono attive inoltre sei radio regionali (BBC Radio Wales, BBC Radio Scotland, BBC Radio Ulster e relativi canali gemelli in lingua regionale) che si focalizzano su musica folcloristica e problematiche locali.
Per quanto riguarda le radio locali, ce ne sono 40 divise per contee.

## Mezzi di diffusione
- FM: Radio 1 (97-99 MHz), Radio 2 (88-91 MHz), Radio 3 (90-93 MHz), Radio 4 (92-95, 103-105 MHz, anche in onde lunghe e onde medie), Radio 5 (693-909 kHz onde medie), Asian Network (ricevibile in alcune zone delle Midlands in onde medie).
- DAB e piattaforme digitali: tutte le stazioni. Inoltre i programmi sono riascoltabili per 7 giorni sul sito BBC Sounds.

## Loghi

1997 - 2021
2020 - 2021
In uso dal 2021